# Ернст Мансфельд

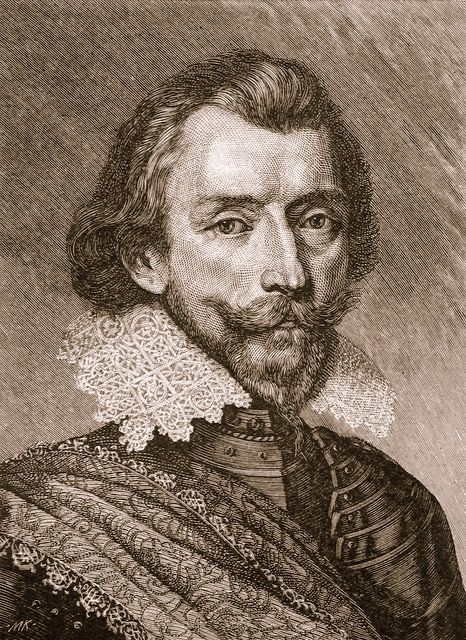
Граф Ернст фон Мансфельд

Ернст фон Мансфельд (нім. Peter Ernst II. von Mansfeld) ( близько 1580 — 29 листопада 1626) —  воєначальник періоду Тридцятилітньої війни який воював на боці протестантів.

## Життєпис
Ернст Мансфельд був позашлюбним сином  Петера фон Мансфельда, герцога Люксембургського. Мансфельд був професійним військовим найманцем. Воював в Угорщині на боці Священної Римської Імперії, потім був на службі ерцгерцога Леопольда, а потім перейшов на бік Габсбургів. Попри те, що сам був католиком під час тридцятилітньої війни пішов на службу до протестантів. Став одним з найяскравіших полководців першого (Чеського) періоду війни. 
В 1618 році, герцог Савойський Карл Емануель І найняв Мансфельда, і послав допомагати чеським протестантам, на чолі 2000 загону. В 1619 році його розбили в битві під Саблатом. Після того він запропонував свої послуги Фердинанду ІІ Габсбургу, і вельми приклався до поразки Фрідріха V Пфальцького, і його втечі з Праги. 
В 1621 році знову  найнявся до Фрідріха, керувати його загонами. Воював з армією Католицької Ліги в Пфальці. 25 квітня 25 квітня 1622 року розбив графа Тіллі в битві під Вислохом, після чого розграбував Ельзас.  Причому не обмежувався в грабунку територією противника, його війська грабували всіх підряд, накладаючи величезні контрибуції на цивільне населення. 
В результаті Фрідріх відмовився від послуг Мансфельда і його загонів. Той відразу прилучився до Крістіана Браушвейзького, формально залишаючись на боці протестантів, і разом з ним розграбував Лотарингію. В серпні 1622 року розбив іспанців під Флерюсом. Після чого найнявся на службу до уряду Нідерландів і розпочав похід на Саксонію, грабуючи все підряд. 
Як найманець і керівник найманців, Мансфельд в будь-який момент міг перервати кампанію, якщо тільки противник пропонував більшу ціну за послуги. У 1624 Мансфельд тричі був в Лондоні де його приймали мало не як героя. Англія доклала всіх зусиль аби забезпечити його війська спорядженням і грошима, щоб дозволити Фрідріху V (родичу короля Якова) повернути собі і протестантам Пфальц. 
Тридцятилітня війна вступала в другу фазу, у зв'язку з вступом у конфлікт Данії і Мансфельд розпочав активні дії в Німеччині, на боці протестантів. 25 квітня 1626 року його розгромив Альбрехт Валленштейн в битві під мостом Дессау. 
Мансфельд швидко рекрутував новий загін, з яким планував напасти на австрійські землі Габсбургів, однак мусив відступати перед частинами Валленштейна в надії об'єднатись з частинами Бетлена Габора. Але Габор вирішив укласти мир з імперією. Мансфельд вирішив розпустити свій загін, а сам перебрався до Венеції. В дорозі захворів і помер 29 листопада 1626 року.
Похований в Спліті.